# Димитър Векиларчев
Димитър Христов Векиларчев е български офицер, полковник.

## Биография
Роден е на 16 септември 1897 година в Кюстендил. През 1919 година завършва Военното училище в София. През 1929 г. служи в 13-и пехотен рилски полк, след което същата година е на служба в 3-ти пограничен участък, а от следващата година е на служба в 3-ти пехотен бдински полк. През 1931 г. е прехвърлен на служба в 22-ри пограничен участък, през 1933 г. е върнат в 3-ти пехотен бдински полк, а през 1935 е назначен на служба в 24-ти пограничен участък.
От 1936 г. майор Векиларчев е адютант на 27-и пехотен чепински полк, а от 1937 е началник на погранична секция. Същата година е назначен на служба в Оръжейната инспекция, а от следващата година е домакин на Географския институт. На 6 май 1940 г. е произведен в чин подполковник.

### Втора световна война (1941 – 1945)
По време на Втората световна война (1941 – 1945) подполковник Векиларчев първоначално служи в шести пехотен търновски полк (от 1941), след което 1943 до 4 декември 1944 година е командир на тридесет и първи пехотен варненски полк. От 1945 година е командир на девети пехотен пловдивски полк. Същата година започва работа във Военното училище, където е командир на курсантска дружина. От 1946 служи в седма дивизионна област. През 1947 година е назначен за заместник-командир на седма пехотна рилска дивизия.

## Военни звания
- Подпоручик (1919)
- Поручик (30 януари 1923)
- Капитан (15 юни 1928)
- Майор (6 май 1933)
- Подполковник (6 май 1940)
- Полковник (14 септември 1943)